# 後方支援
後方支援（こうほうしえん、英語: Combat service support / Logistic Support）は、軍事用語であり、第一線部隊の後方において作戦を支援するあらゆる業務を包括する概念である。直接戦闘に係わる戦闘兵科と区別して後方兵科と呼ばれる。補給戦とも称される分野である。

## 概要
後方支援とは、軍事作戦を支援するために作戦部隊に対して行われる計画的かつ組織的な業務を総称する。作戦部隊を後方から支援するために必要な業務は非常に多岐にわたる。

## 業務内容
主要な後方支援業務は総括的に兵站業務と呼ばれ、それ以外の後方支援業務とは区別される。
これら、多様な後方支援業務によって軍隊組織の運用と作戦の円滑な遂行を支えている。

### 兵站業務
兵站業務には、補給、輸送、整備、回収、建設、衛生、労務、役務が含まれる。
補給、輸送

#### 整備
整備は、兵器を整えて、質量共に所定の状態に維持し使用に備える業務である。
機械化された軍隊においては兵器の不調が戦闘力を大きく低下させる要因となり、兵器や人員を戦地に正確かつ迅速に輸送するための車両や航空機のメンテナンスも欠かせない。陸軍の兵員が携行する小火器や装備類については兵士自らが整備を行う傾向が強いが、一方で現在の装備や車両にはGPSや暗視装置をはじめとする電子機器が大量に含まれており、そのメンテナンスと調整には通り一遍の整備とは異なる専門の技術が必要である上に使用される量も膨大になり、装備品を効率的に整備・管理・運用するためのシステムの構築と、それに専門的に携わる要員の確保が必要である。空軍・海軍ではさらに複雑性や特殊性の高い兵器・装備が多く、概してこれらの整備や改修に携わる業務部隊は、それ自体が高度な技術と専門的な資格を持つ技術者たちによって構成される職能集団としての一面をも持つ。
いずれにしても、ハイテク化した複雑な装備品は故障防止はもとより能力維持のためにさえ定期的な整備と調整を欠かす事ができず、自ずと先進国の軍隊では整備・メンテナンスの部門が専門職化し大規模なものになる傾向がある。

#### 回収
整備では対処できない兵器の損傷は、回収によって本格的な修理拠点まで送られ、修理・再生や廃棄が行われる。

#### 建設
建設は、施設を建設・維持・運用・処分する部門である。施設工兵または建設工兵であり、戦闘工兵ではない。

#### 衛生
衛生兵は、負傷した将兵の手当て・看護・治療という医療サービスを提供する業務である。負傷者には戦場救護と応急治療がまず行われ、戦闘地帯からより安全な場所へ患者を輸送する後送によって、ある程度の設備の整った環境で看護・治療が行われる。治療が長期に渡る場合には必要に応じて患者を軍隊外の医療機関に預けることもある。負傷からの回復が早ければ将兵の戦場復帰によって人的戦力の維持が可能となり、反対に負傷者を効果的に治療できなかったり戦闘地域から後送できない場合には、軍隊の人的資源が有効に活用できない。
歯科医療も重要な衛生業務の1つであり、多くの軍隊で専属の歯科医師が所属している。
医療資材を整えたり、外部機関とも協力して新たな器具・装置を開発することも衛生業務である。
放射能や生物・化学兵器の使用が想定される軍隊では、これらに対応する戦場での応急治療技術や対処法を研究して準備しておくことも重要な業務となっている。
戦闘による負傷以外でも、部隊内の衛生状態が適切に維持できなければ伝染病の集団罹患や食中毒の集団発生のリスクが高まるので防疫は重要な衛生業務である。給食の栄養面での指導によって戦闘力の維持を図り、精神面でのケアも行って除隊後のスムーズな民間復帰に寄与する（臨床検査技師、診療放射線技師、栄養士、臨床心理士など）。

#### 労務
労務は、外部労働力の直接利用である。

#### 役務
役務は、契約業者による給食、洗濯、守衛、配達、建設作業、印刷、翻訳、機械操作などを指す。

### 兵站業務以外の後方支援業務
情報、通信、資材、装備、研究、教育、警務、法務、会計、人事、広報

#### 情報、通信
近代軍隊では、情報と通信は戦闘業務である指揮とともに機能融合される傾向が強いが、組織としては依然として分立しており、通信は情報の生成や加工には関与せずに伝達・配布する機能を担い、情報は通信部門の提供するサービスを利用しながら、できるだけ多くの正確な情報をタイミングよく収集・分析し、指揮の決心に影響を与えるこれらの情報を提供する事で命令や作戦の有効性を高める。

#### 資材、装備、研究
資材と装備は幾分あいまいであるが、資材は兵器以外の取得であり、装備は兵器の取得である。資材に装備も含めてしまい兵器であるかないかに関わらず取得する業務とする考えもある。また、研究は兵器の研究開発業務であるが、資材に研究業務も含める考えもある。

#### 教育
戦闘に関する技術や技能の教育を提供する。多くの国では青少年向けの将兵学校を運営している。また、先進国では主に将校や将校候補に対して一般大学などの民間教育機関で学習機会が与えられるものもある。

#### 警務
警務業務を担う部隊は世界的に2種に大別されるが、その内の1種だけが後方支援業務を行う部隊として分類される。1つは米陸軍のMP（Military police）、米海軍のSP（Shore patrol）、米空軍のAP（Air Police）、独軍のフェルトイェーガー（Feldjaeger）、現代日本の自衛隊の警務官などが属する野戦憲兵である。もう1つは戦闘兵科に属した日本軍の憲兵や欧州などで内務省や国防省に直接属するジャンダルムリ（gendarmerie）などが属する国家憲兵である。前者の野戦憲兵が後方支援業務に分類され、ほぼ全ての国の軍隊が同様の組織を保持している軍隊内だけの警察である。後者の国家憲兵は、現代日本のように持たない国もあり、軍隊外でも警察活動を行う組織である。

#### 法務
法律に関する業務を行う部隊である。米国や日本軍のように軍法と呼ばれる軍人だけが適用される法律を持つ国と、現代日本のように軍法を持たない国とに分かれる。現代日本では自衛官が訓練中や実際の戦闘中に過失によって友軍や民間人を殺傷した場合でも、民間人の事件と同様に裁かれる。軍法がある国では、同様の場合に、特別な事情がない限り軍事法廷やその前の審査によって裁定される。このことから、軍法がある国の軍隊は法務部門が大きい（法務官および軍律もあわせて参照のこと）。

#### 会計
金銭を管理する。

#### 人事
将兵の徴兵、教育計画、人員配置、昇進、賞罰、待遇、除隊を管理する。

#### 広報
広報は、国内・国外向けの広報宣伝活動を行い、儀仗兵や音楽隊もこれに含まれることがある。

#### その他（上記のいずれかの業務部隊に含まれるケースもある）
- 雑多な事務部門としての郵便、被服および装備品類、年金と退職者福利がある。
- 基地や野営地での生活面を支援する、施設、清掃、給食、洗濯、需品、散髪、娯楽などがある。
- 戦場・戦域を管理するものとして、気象、航空管制、交通整理、捕虜管理、避難民管理、死傷者管理、獣医務などがある。
- 国によっては宗教、またはイデオロギーを担当する後方部門も存在する[1]。国や時代によっては、売春宿も運営された。